# Божневиці (Люблінське воєводство)
Божневиці (пол. Bożniewice) — село в Польщі, у гміні Коцьк Любартівського повіту Люблінського воєводства.
Населення — 97 осіб (2011).

## Демографія
Демографічна структура станом на 31 березня 2011 року:
|          | Загалом | Допрацездатний вік | Працездатний вік | Постпрацездатний вік |
| -------- | ------- | ------------------ | ---------------- | -------------------- |
| Чоловіки | 44      | 11                 | 26               | 7                    |
| Жінки    | 53      | 10                 | 24               | 19                   |
| Разом    | 97      | 21                 | 50               | 26                   |